# (7469) Крикалёв
(7469) Крикалёв (лат. Krikalev) — типичный астероид главного пояса, открыт 15 ноября 1990 года советским астрономом Людмилой Черных в Крымской астрофизической обсерватории и 13 апреля 2006 года назван в честь космонавта Сергея Крикалёва.

## Обнаружение и именование
(7469) Крикалёв
Открыт 15 ноября 1990 года в Крымской астрофизической обсерватории Л. И. Черных.
Российский космонавт Сергей Константинович Крикалёв (р. 1958) работал на борту космических миссий «Дискавери» и «Индевор» и был командиром экипажей «Мира» и Международной космической станции. Провёл в космосе 803 дня во время шести полётов. Награждён специальной медалью НАСА.
Оригинальный текст (англ.)7469 Krikalev
Discovered 1990 Nov. 15 by L. I. Chernykh at the Crimean Astrophysical Observatory.
Russian cosmonaut Sergej Konstantinovich Krikalev (b. 1958) worked aboard the space missions Discovery and Endeavor and was commander of the crews of Mir and the International Space Station. He spent 803 days in space during six flights. He was awarded a special medal by NASA.
Источники: 20060413/MPCPages.arc; M.P.C. 56612.

## Орбита

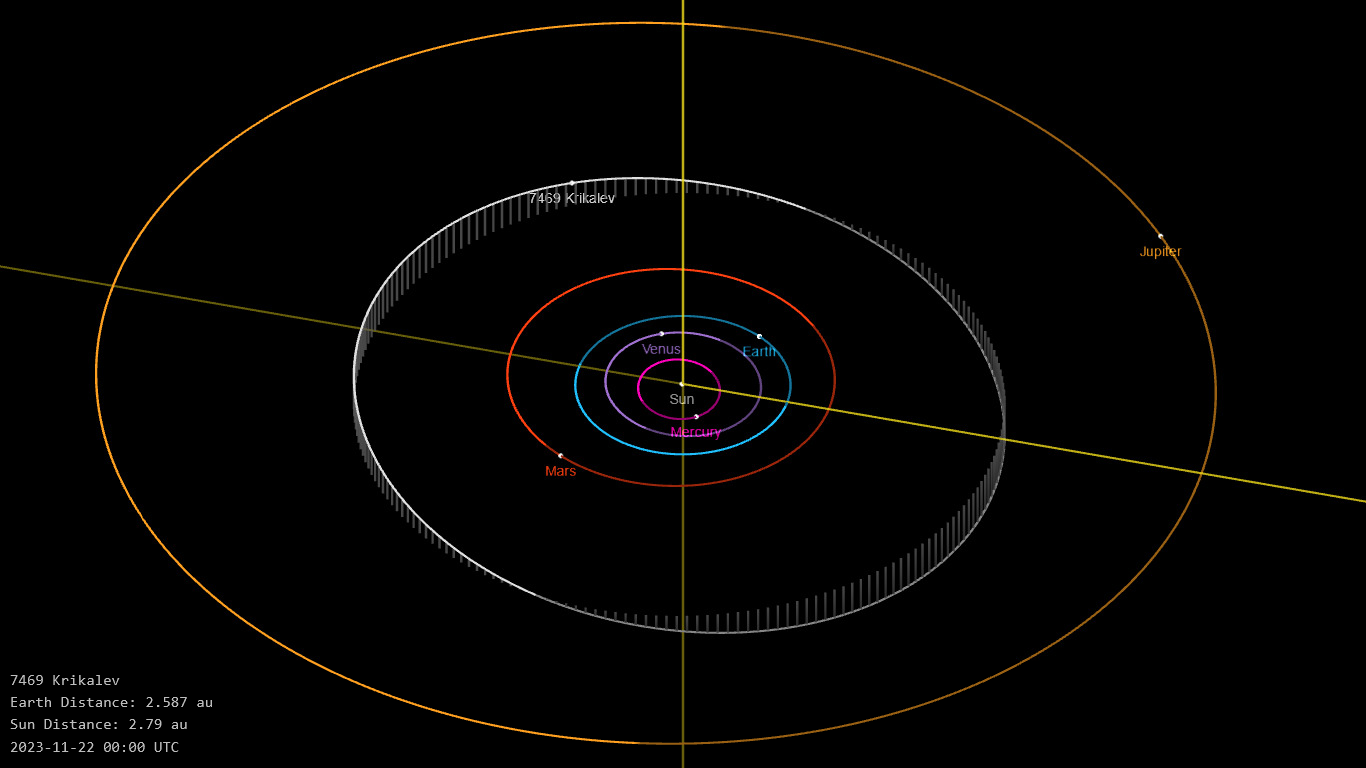
Орбита астероида Крикалёв и его положение в Солнечной системе

## Физические характеристики
Астероид относится к таксономическому классу C.
По результатам наблюдений в видимом и ближнем инфракрасном диапазоне космического телескопа NEOWISE и наблюдений в инфракрасном диапазоне спутника Akari диаметр астероида оценивался равным 12,603±0,222 км, 18,07±0,73 км, 20,34±5,09 км, 18,604±6,150 км и 15,77±4,43 км. Согласно тем же источникам альбедо оценивается как 0,1112±0,0184, 0,118±0,011, 0,04±0,04, 0,0215±0,0165, 0,111±0,018 и 0,045±0,054.